# Nataliya Lovtsova
Nataliya Lovtsova (ryska: Наталья Владимировна Ловцова), född 14 april 1988 i Toljatti, är en rysk simmare. 
Lovtsova tävlade för Ryssland vid olympiska sommarspelen 2012 i London, där hon blev utslagen i försöksheatet på 4 x 100 meter frisim. Vid olympiska sommarspelen 2016 i Rio de Janeiro tävlade Lovtsova i fyra grenar (50 meter frisim, 100 meter frisim, 4 x 100 meter frisim och 100 meter fjärilsim), där hon i samtliga grenar blev utslagen i försöksheatet.